# Atanyjoppa rufomaculata
Atanyjoppa rufomaculata är en stekelart som beskrevs av Cameron 1901. Atanyjoppa rufomaculata ingår i släktet Atanyjoppa och familjen brokparasitsteklar. Utöver nominatformen finns också underarten A. r. formosana.